# حادثة ميكلين

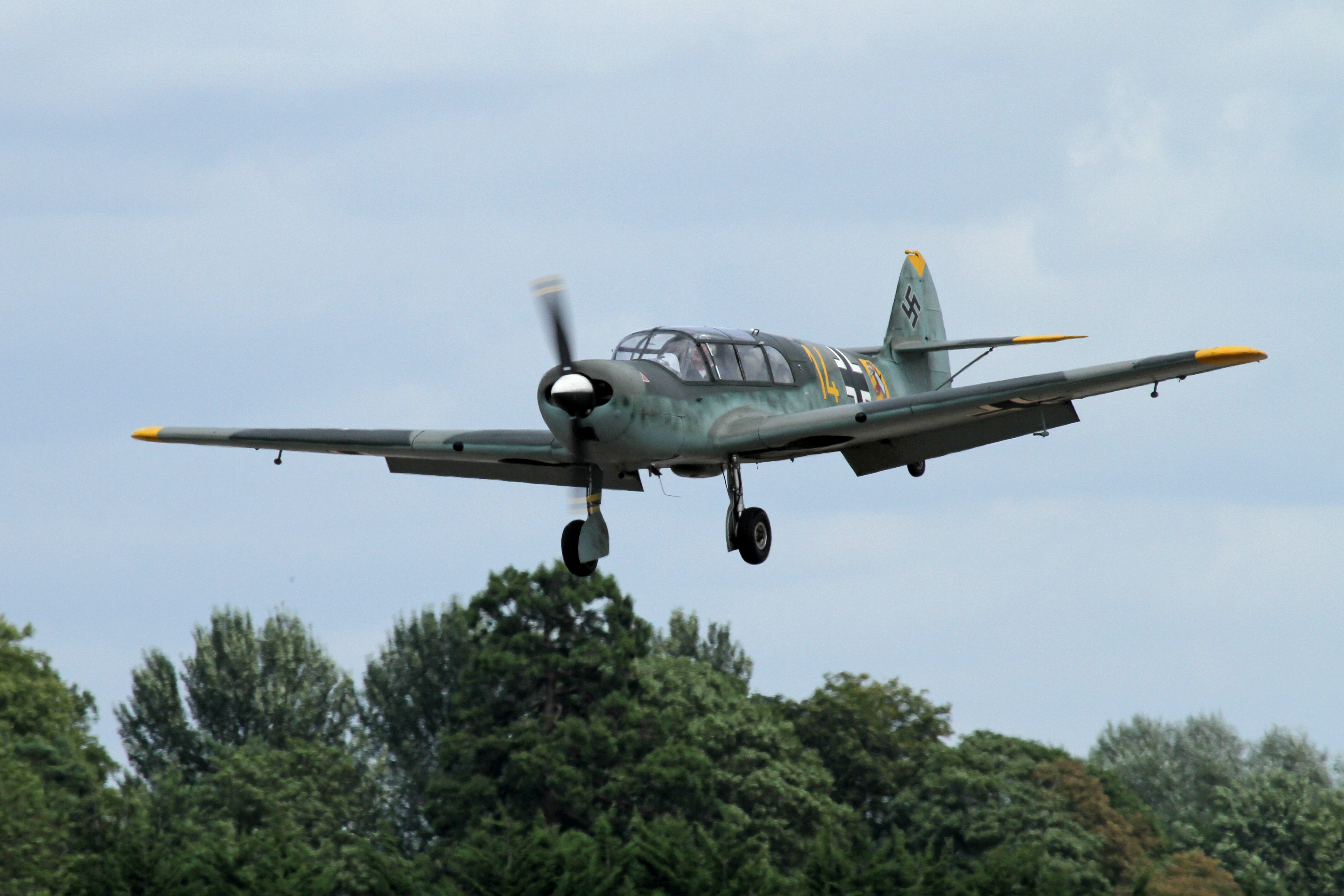
طائرة Messerschmitt Bf.108، نوع الطائرة التي طار بها إريك هوينمانز.

وقعت حادثة ميكلين في 10 يناير 1940، والمعروفة أيضًا باسم قضية ميكلين، في بلجيكا خلال الحرب الهزلية في المراحل الأولى من الحرب العالمية الثانية. طائرة ألمانية مع ضابط على متن الطائرة التي تحمل خطط فال جيلب ( الحالة الصفراء )، والهجوم الألماني على البلدان المنخفضة، بهبوط اضطراري في بلجيكا المحايدة بالقرب Vucht في ماسميخيلين في مقاطعة ليمبورغ . وقد أدى ذلك إلى حدوث أزمة فورية في البلدان المنخفضة ووسط السلطات الفرنسية والبريطانية، التي أبلغها البلجيكيون باكتشافها؛ ومع ذلك، خفت الأزمة بسرعة نسبية بمجرد مرور التواريخ المذكورة في الخطط دون وقوع أي حادث. لقد قيل إن الحادث أدى إلى تغيير كبير في خطة الهجوم الألمانية، ولكن هذه الفرضية كانت موضع خلاف أيضًا.

## التصادم

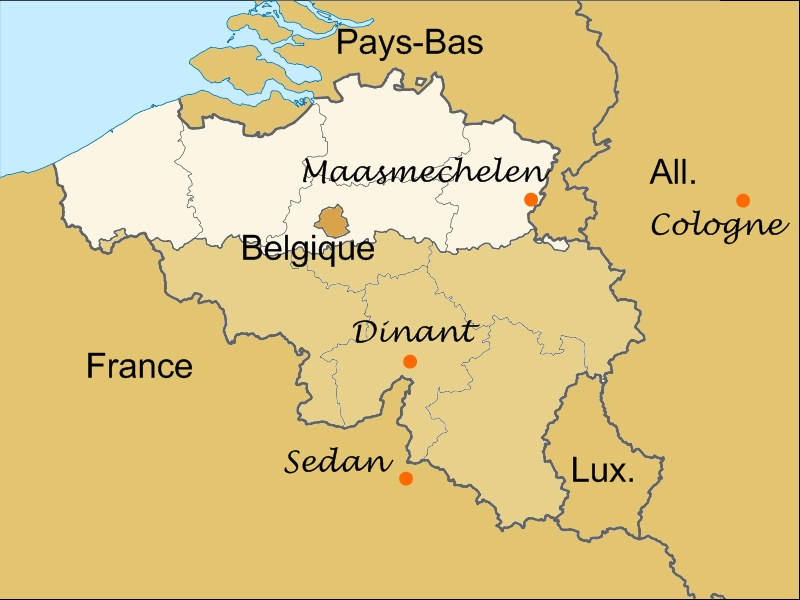
موقع الحادث

نتج الحادث عن خطأ قام به الطيار الألماني الميجور إريك هوينمانز، قائد القاعدة في مطار لودينهايد البالغ من العمر 52 عامًا بالقرب من مونستر. في صباح يوم 10 كانون الثاني (يناير)، كان <i id="mwIA">يوجه</i> طائرة من طراز Messerschmitt Bf 108 <i id="mwIA">Taifun</i>، وهي طائرة تستخدم في الاستطلاع والاتصال وغير ذلك من الأدوار المتنوعة، من لودنهايد إلى كولونيا عندما فقد طريقه. ردا على ذلك، غير المسار إلى الغرب، على أمل استعادة محامله عن طريق الوصول إلى نهر الراين. ومع ذلك، بعد أن عبر نهر الراين المتجمد الذي لا يمكن تمييزه في الوقت الذي غيّر فيه الاتجاه، غادر الأراضي الألمانية في طريقه إلى نهر الميز، الحدود في هذه المنطقة بين بلجيكا وهولندا، وانتهى به الأمر بالتجول في فوشت. 
في تلك اللحظة، يبدو أن Hoenmanns قد أخطأ في قطع إمدادات الوقود عن محرك الطائرة عن طريق تحريك الرافعة داخل قمرة القيادة.  تعثر المحرك، ثم توقف، وأجبر Hoenmanns على الهبوط في حقل قريب في حوالي الساعة 11:30 صباحًا. الطائرة تضررت بشدة. تم قطع الجناحين عندما اصطدما بشجرتين من أشجار الحور بينما كان يمر بينهما. مزق المحرك الثقيل مقدمة الطائرة. أصيبت الطائرة بأضرار لا يمكن إصلاحها، لكن نجا هوينمانس.
بعد ساعتين وصل ضباط من جهاز المخابرات البلجيكي، وجلبوا الأوراق إلى رؤسائهم في وقت متأخر بعد الظهر.

## رد الفعل الألماني الأولي
في وقت متأخر من مساء يوم 10 يناير وصلت أخبار الحادث إلى برلين عبر تقارير صحفية حول طائرة ألمانية تحطمت. في القيادة العليا للفيرماخت، تسبب ذلك في حالة من الذعر العام، حيث استنتج أن راينبيرجر كان يجب أن يكون معه أوراق تكشف معه عن أجزاء من خطة الهجوم. في 11 يناير، قام هتلر الغاضب بطرد كل من قائد Luftflote 2، والجنرال هيلموت فيلمي، والعقيد جوزيف كامهوبر. ومع ذلك، فقد تقرر المضي في الهجوم كما هو مخطط له في الأصل، في حين أن ملحق لوففافه في لاهاي والملازم أول رالف وينينجر والملحق العسكري في بروكسل العقيد فريدريش كارل راب فون بابنهايم، سوف يحققون فيما إذا كانت الخطة قد تعرضت للخطر أم لا. في اليوم الثاني عشر من يوم الاجتماع الأول مع راينبيرجر وهونمانز، قدم الجنرال ألفريد جودل ، قائد العمليات في الفيرماخت، تقييمًا مثيرًا للقلق لهتلر حول ما قد يكون البلجيكيون قد تعلموه منه. ولخصت مذكرة في جودل يوم 12 يناير ما قاله لهتلر: «إذا كان العدو في حوزته جميع الملفات، فإن الوضع كارثي!»  ومع ذلك، فقد طمأنت الألمان في البداية من خلال تدابير الخداع البلجيكية.